# Pheidole latinoda
Pheidole latinoda är en myrart som beskrevs av Julius Roger 1863. Pheidole latinoda ingår i släktet Pheidole och familjen myror.

## Underarter
Arten delas in i följande underarter:
- P. l. angustior
- P. l. latinoda
- P. l. major
- P. l. peradeniyae